# 전라남도의회
전라남도의회는 대한민국 전라남도에 제출된 의견이나 법안을 처리하기 위해 설치된 의회이다.

## 조직

### 의장단
- 의장
- 부의장 2명

### 위원회
상임위원회
- 의회운영위원회
- 기획행정위원회
- 보건복지환경위원회
- 경제관광문화위원회
- 농림해양수산위원회
- 교육위원회

특별위원회
- 예산결산특별위원회
- 윤리특별위원회

### 사무기구
사무처
- 총무담당관실[2]
- 의사담당관실[2]
- 정책담당관실[2]
- 전문위원

## 역대 전라남도의회의원 선거 결과

### 제1대 전라남도의회
1952년 5월 10일에 실시된 1952년 대한민국 지방 선거를 통해 59명의 제1대 전라남도의원이 선출되었다. 
| 정당 | 정당               | 합계 |
| ---- | ------------------ | ---- |
|      | 자유당             | 49   |
|      | 대한독립촉성국민회 | 2    |
|      | 대한청년단         | 2    |
|      | 민주국민당         | 1    |
|      | 대한노동총연맹     | 1    |
|      | 무소속             | 4    |

### 제2대 전라남도의회
1956년 8월 13일에 실시된 1956년 대한민국 지방 선거를 통해 58명의 제2대 전라남도의원이 선출되었다.
| 정당 | 정당   | 합계 |
| ---- | ------ | ---- |
|      | 자유당 | 47   |
|      | 민주당 | 10   |
|      | 무소속 | 1    |

### 제3대 전라남도의회
1960년 12월 12일에 실시된 1960년 대한민국 지방 선거를 통해 66명의 제3대 전라남도의원이 선출되었다.
| 정당 | 정당     | 합계 |
| ---- | -------- | ---- |
|      | 신민당   | 19   |
|      | 민주당   | 18   |
|      | 기타정당 | 1    |
|      | 무소속   | 28   |

### 제4대 전라남도의회
1991년 6월 20일에 실시된 1991년 대한민국 지방 선거를 통해 73명의 제4대 전라남도의원이 선출되었다. 
| 정당 | 정당         | 합계 |
| ---- | ------------ | ---- |
|      | 신민주연합당 | 67   |
|      | 민주자유당   | 1    |
|      | 무소속       | 5    |

### 제5대 전라남도의회
1995년 6월 27일에 실시된 제1회 전국동시지방선거를 통해 75명의 제5대 전라남도의원이 선출되었다. 본 선거를 통해 지역구 의원 68명과 비례대표 의원 7명이 선출되었다.
| 정당 | 정당       | 지역구 | 비례대표 | 합계 |
| ---- | ---------- | ------ | -------- | ---- |
|      | 민주당     | 62     | 4        | 66   |
|      | 민주자유당 | 1      | 3        | 4    |
|      | 무소속     | 5      | -        | 5    |

|  | 18.6% |

|  | 55.3% |

|  | 26.1% |

한 정당이 비례대표 의석의 2/3를 초과하여 배분받을 수 없다는 공직선거법 조항에 따라 민주당에 4석, 민주자유당에 3석이 배분되었다.

### 제6대 전라남도의회
1998년 6월 4일에 실시된 제2회 전국동시지방선거를 통해 55명의 제6대 전라남도의원이 선출되었다. 본 선거를 통해 지역구 의원 50명과 비례대표 의원 5명이 선출되었다.
| 정당 | 정당           | 지역구 | 비례대표 | 합계 |
| ---- | -------------- | ------ | -------- | ---- |
|      | 새정치국민회의 | 42     | 3        | 45   |
|      | 한나라당       | 0      | 2        | 2    |
|      | 자유민주연합   | 1      | 0        | 1    |
|      | 무소속         | 7      | -        | 7    |

|  | 5.3% |

|  | 59.1% |

|  | 4.3% |

|  | 31.4% |

한 정당에 비례대표 의석 2/3를 초과하여 배분할 수 없다는 공직선거법 조항에 따라 새정치국민회의에 3석, 한나라당에 2석이 배분되었다.

### 제7대 전라남도의회
2002년 6월 13일에 실시된 제3회 전국동시지방선거를 통해 51명의 제7대 전라남도의원이 선출되었다. 본 선거를 통해 지역구 의원 46명과 비례대표 의원 5명이 선출되었다.
| 정당 | 정당         | 지역구 | 비례대표 | 합계 |
| ---- | ------------ | ------ | -------- | ---- |
|      | 새천년민주당 | 44     | 3        | 47   |
|      | 한나라당     | 0      | 1        | 1    |
|      | 민주노동당   | 0      | 1        | 1    |
|      | 무소속       | 2      | -        | 2    |

|  | 67.38% |

|  | 14.99% |

|  | 7.43% |

|  | 6.91% |

|  | 3.27% |

### 제8대 전라남도의회
2006년 5월 31일에 실시된 제4회 전국동시지방선거를 통해 51명의 제8대 전라남도의원이 선출되었다. 본 선거를 통해 지역구 의원 46명과 비례대표 의원 5명이 선출되었다.
| 정당 | 정당       | 지역구 | 비례대표 | 합계 |
| ---- | ---------- | ------ | -------- | ---- |
|      | 민주당     | 43     | 3        | 46   |
|      | 열린우리당 | 2      | 1        | 3    |
|      | 민주노동당 | 0      | 1        | 1    |
|      | 무소속     | 1      | -        | 1    |

|  | 58.79% |

|  | 22.85% |

|  | 12.70% |

|  | 5.64% |

### 제9대 전라남도의회
2010년 6월 2일에 실시된 제5회 전국동시지방선거를 통해 62명의 제9대 전라남도의원이 선출되었다. 본 선거를 통해 지역구 의원 51명과 비례대표 의원 6명, 교육의원 5명이 선출되었다.
| 정당 | 정당       | 지역구 | 비례대표 | 합계 |
| ---- | ---------- | ------ | -------- | ---- |
|      | 민주당     | 45     | 4        | 49   |
|      | 민주노동당 | 2      | 1        | 3    |
|      | 한나라당   | 0      | 1        | 1    |
|      | 무소속     | 4      | -        | 4    |
|      | 교육의원   | -      | -        | 5    |

|  | 62.01% |

|  | 16.65% |

|  | 8.51% |

|  | 5.91% |

|  | 3.41% |

|  | 2.41% |

|  | 1.06% |

한 정당에 비례대표 의석 2/3를 초과하여 배분할 수 없다는 공직선거법 조항에 따라 민주당에 4석, 한나라당과 민주노동당에 각 1석이 배분되었다.

### 제10대 전라남도의회
2014년 6월 4일에 실시된 제6회 전국동시지방선거를 통해 58명의 제10대 전라남도의원이 선출되었다. 본 선거를 통해 지역구 의원 52명과 비례대표 의원 6명이 선출되었다.
| 정당 | 정당           | 지역구 | 비례대표 | 합계 |
| ---- | -------------- | ------ | -------- | ---- |
|      | 새정치민주연합 | 48     | 4        | 52   |
|      | 새누리당       | 0      | 1        | 1    |
|      | 통합진보당     | 0      | 1        | 1    |
|      | 무소속         | 4      | -        | 4    |

|  | 67.14% |

|  | 12.31% |

|  | 10.36% |

|  | 5.27% |

|  | 3.06% |

|  | 1.82% |

한 정당에 비례대표 의석 2/3를 초과하여 배분할 수 없다는 공직선거법 조항에 따라 새정치민주연합에 4석, 새누리당과 통합진보당에 각 1석이 배분되었다.

### 제11대 전라남도의회
2018년 6월 13일에 실시된 제7회 전국동시지방선거를 통해 58명의 제11대 전라남도의원이 선출되었다. 본 선거를 통해 지역구 의원 52명과 비례대표 의원 6명이 선출되었다.
| 정당 | 정당         | 지역구 | 비례대표 | 합계 |
| ---- | ------------ | ------ | -------- | ---- |
|      | 더불어민주당 | 50     | 4        | 54   |
|      | 민주평화당   | 1      | 1        | 2    |
|      | 정의당       | 1      | 1        | 2    |

|  | 69.06% |

|  | 11.51% |

|  | 8.70% |

|  | 3.56% |

|  | 3.50% |

|  | 2.52% |

|  | 1.11% |

한 정당에 비례대표 의석 2/3를 초과하여 배분할 수 없다는 공직선거법 조항에 따라 더불어민주당에 4석, 민주평화당과 정의당에 각 1석이 배분되었다.

### 제12대 전라남도의회
2022년 6월 1일에 실시된 제8회 전국동시지방선거를 통해 61명의 제12대 전라남도의원이 선출되었다. 본 선거를 통해 지역구 의원 55명과 비례대표 의원 6명이 선출되었다.
| 정당 | 정당         | 지역구 | 비례대표 | 합계 |
| ---- | ------------ | ------ | -------- | ---- |
|      | 더불어민주당 | 52     | 4        | 56   |
|      | 진보당       | 2      | 0        | 2    |
|      | 국민의힘     | 0      | 1        | 1    |
|      | 정의당       | 0      | 1        | 1    |
|      | 무소속       | 1      | -        | 1    |

|  | 73.71% |

|  | 11.83% |

|  | 7.41% |

|  | 5.48% |

|  | 1.55% |

## 정당별 의석 수
| ↓      |        |              |          |
| 2      | 1      | 57           | 1        |
| 진보당 | 정의당 | 더불어민주당 | 국민의힘 |

### 교섭단체
전라남도의회는 6석 이상 확보한 정당, 또는 교섭단체에 속하지 않은 6명의 의원으로 교섭단체를 구성할 수 있다.

## 같이 보기
- 전라남도의회의원 목록
- 전라남도청